# Карла Суарез Наваро
Карла Суарез Наваро (шп. Carla Suárez Navarro; 3. септембар 1988, Лас Палмас де Гран Канарија, Шпанија) шпанска је тенисерка.
Тенис је почела да игра када је имала девет година. Тренер јој је био Алонсо Перез, а данас су јој тренери Хавијер Будо и Марк Касабо. Највише воли да игра на шљаци, а омиљени ударац јој је бекхенд дијагонала.

## Каријера

### 2004. и 2005.
Може се рећи да је професионалну каријеру почела 2004. године, иако је сезону раније одиграла један ’фјучерс’ у родном Лас Палмасу. Постала је шампионка на Маљорци, када је савладала пет тенисерки из Првих 500, укључујући и тријумф над Петром Новотниковом у финалу.
Почетком 2005. победила је у Лас Палмасу и дошла надомак првих 500. Тада је у финалу надиграла Чехињу Петру Цетковску, која је такође остварила запажен резултат на Ролан Гаросу 2008. Било је 2-1, али јој се Четковска реванширала после два месеца у финалу турнира на Тенерифама такође са 2-1.

### 2006. и 2007.
У мају 2006. године ушла је у првих 300, а на турниру у Барселони прошла је квалификације, затим избацила Сандру Клосел и Кончиту Мартинез, да би тек у финалу поклекла против Јекатерине Иванове 2-1.
Половином следеће сезоне била је првакиња на два узастопна турнира, а после четвртфинала у Контрексвилу, ушла у најбољих 200 играчица света.
После елиминације у квалификацијама на Аустралијен опену, као и пораз у првом колу у Вињи дел Мару, Суаресова је у Боготи, прошла квалификације, добила две тенисерке из првих 100 и испала у полуфиналу од Марије Салерно

### 2008.
Први пут у каријери је ушла у главни жреб неког гренд слем турнира 2008. године, на Ролан Гаросу у серији од седам победа. У квалификацијама је савладала Адамчакову, Софи Фергусон и Пучкову, онда је била боља од Полин Парментије у првом колу главног жреба, а затим у наредна три кола елиминисала је Амели Моресмо, Делакву и Флавију Пенету без изгубљеног сета. У четвртфиналу изгубила је од Јелене Јанковић.
И поред пораза Карлино име је самим уласком у четвртфинале записано у аналима најпрестижнијег гренд слема који се игра на шљаци. Пре ње из квалификација у четвртфинале још само седам
тенисерки. Пораз против Јанковићеве је спречио да уђе у историју, али је упркос поразу са 169. места на ВТА листи скочила на 80. место.

### Пласман на ВТА листи на крају сезоне
| Година  | 2004. | 2005. | 2006. | 2007. | 2008. | 2009. | 2010. | 2011. | 2012. | 2013. |
| Пласман | 613   | 358   | 289   | 169   | 50    | 34    | 57    | 56    | 34    | 17    |

## WTA финала

### Појединачно: 6 (1 победа, 5 пораза)
| Легенда                                        |
| ---------------------------------------------- |
| Гренд слем турнири (0–0)                       |
| WTA првенство (0–0)                            |
| Турнири прве категорије (0–0)                  |
| Турнири друге категорије (0–0)                 |
| Турнири треће, четврте и пете категорије (1–5) |

| Титуле на подлогама |
| ------------------- |
| Бетон (0–0)         |
| Трава (0–0)         |
| Шљака (1–5)         |
| Тепих (0–0)         |

| Исход  | Датум           | Турнир                                              | Подлога | Противница              | Резултат          |
| ------ | --------------- | --------------------------------------------------- | ------- | ----------------------- | ----------------- |
| Пораз  | 12. април 2009. | Andalucia Tennis Experience, Марбеља, Шпанија       | Шљака   | Јелена Јанковић         | 3:6, 6:3, 3:6     |
| Пораз  | 11. април 2010. | Andalucia Tennis Experience, Марбеља, Шпанија (2)   | Шљака   | Флавија Пенета          | 2:6, 6:4, 3:6     |
| Пораз  | 5. мај 2012.    | Отворено првенство Есторила, Есторил, Португалија   | Шљака   | Каја Канепи             | 6:3, 6:7(6:8),4:6 |
| Пораз  | 2. март 2013.   | Отворено првенство Мексика, Акапулко, Мексико       | Шљака   | Сара Ерани              | 0:6, 4:6          |
| Пораз  | 4. мај 2013.    | Отворено првенство Португалије, Оеирас, Португалија | Шљака   | Анастасија Пављученкова | 5:7, 2:6          |
| Победа | 3. мај 2014.    | Отворено првенство Португалије, Оеирас, Португалија | Шљака   | Светлана Кузњецова      | 6:4, 3:6, 6:4     |

### Парови: 1 (1 пораз)
| Легенда                        |
| ------------------------------ |
| Гренд слем турнири (0–0)       |
| WTA првенство (0–0)            |
| Турнири прве категорије (0–1)  |
| Турнири друге категорије (0–0) |
| Турнири треће категорије (0–0) |

| Исход | Датум         | Турнир                                      | Подлога | Саиграчица       | Противнице               | Резултат |
| ----- | ------------- | ------------------------------------------- | ------- | ---------------- | ------------------------ | -------- |
| Пораз | 10. мај 2014. | Отворено првенство Мадрида, Мадрид, Шпанија | Шљака   | Гарбиње Мугуруза | Сара Ерани Роберта Винчи | 4:6, 3:6 |

## Учешће наГренд слемтурнирима

### Појединачно
| Година | Аустралијан опен | Аустралијан опен | Ролан Гарос  | Ролан Гарос | Вимблдон | Вимблдон    | Ју-Ес опен | Ју-Ес опен |
| ------ | ---------------- | ---------------- | ------------ | ----------- | -------- | ----------- | ---------- | ---------- |
| 2008   | -                | -                | четвртфинале | Ј. Јанковић | 2 коло   | Ј. Јанковић | -          | -          |

### У пару
| Година | Аустралијан Опен | Аустралијан Опен | Ролан Гарос | Ролан Гарос | Вимблдон       | Вимблдон       | Ју-Ес Опен | Ју-Ес Опен |
| 2008   | -                | -                | -           | -           | 1 коло А. Пара | Јен Ци Ђе Џенг | -          | -          |